# EFHD2
EFHD2 (англ. EF-hand domain family member D2) – білок, який кодується однойменним геном, розташованим у людей на короткому плечі 1-ї хромосоми.  Довжина поліпептидного ланцюга білка становить 240 амінокислот, а молекулярна маса — 26 697.
| 10         |  | 20         |  | 30         |  | 40         |  | 50         |
| ---------- |  | ---------- |  | ---------- |  | ---------- |  | ---------- |
| MATDELATKL |  | SRRLQMEGEG |  | GGETPEQPGL |  | NGAAAAAAGA |  | PDEAAEALGS |
| ADCELSAKLL |  | RRADLNQGIG |  | EPQSPSRRVF |  | NPYTEFKEFS |  | RKQIKDMEKM |
| FKQYDAGRDG |  | FIDLMELKLM |  | MEKLGAPQTH |  | LGLKNMIKEV |  | DEDFDSKLSF |
| REFLLIFRKA |  | AAGELQEDSG |  | LCVLARLSEI |  | DVSSEGVKGA |  | KSFFEAKVQA |
| INVSSRFEEE |  | IKAEQEERKK |  | QAEEMKQRKA |  | AFKELQSTFK |  |            |

A: Аланін

C: Цистеїн

D: Аспарагінова кислота

E: Глутамінова кислота

F: Фенілаланін

G: Гліцин

H: Гістидин

I: Ізолейцин

K: Лізин

L: Лейцин

M: Метіонін

N: Аспарагін

P: Пролін

Q: Глутамін

R: Аргінін

S: Серин

T: Треонін

V: Валін

Кодований геном білок за функцією належить до фосфопротеїнів. 
Задіяний у такому біологічному процесі як ацетиляція. 
Білок має сайт для зв'язування з іонами металів, іоном кальцію. 
Локалізований у мембрані.